# Prêmio Multishow de Música Brasileira 2024
A 31.ª cerimônia anual do Prêmio Multishow de Música Brasileira (ou apenas Prêmio Multishow 2024) foi realizada em 3 de dezembro de 2024, no Riocentro, na cidade do Rio de Janeiro, no Brasil. Tadeu Schmidt, Tatá Werneck e Kenya Sade serviram como apresentadores da cerimônia. O evento foi televisionado nos canais Multishow e TV Globo, e pelo serviço de streaming Globoplay.

## Antecedentes
Em 28 de junho de 2024, a Globo anunciou que a 31.ª edição do Prêmio Multishow ocorreria em 3 de dezembro de 2024, no Riocentro, na cidade do Rio de Janeiro, marcando a segunda vez que o evento seria realizado em dezembro. Com direção geral de Adriano Ricco e produção de Valesca Campos e Simone Lamosa, a cerimônia será transmitida ao vivo pelo canal Multishow na TV por assinatura e, pela segunda vez, pela TV Globo. A premiação também poderá ser assistida pelo serviço de streaming Globoplay. Em outubro de 2024, foi confirmado que Tadeu Schmidt, Tatá Werneck e Kenya Sade seriam os apresentadores da cerimônia.
Nesta edição, a premiação lançará o Troféu Vanguarda, uma nova honraria dedicada a homenagear artistas cuja trajetória e contribuições foram marcantes e inovadoras na música brasileira. A primeira homenageada será a cantora Anitta.

## Apresentações
O Multishow revelou dois enigmas sobre o primeiro artista da edição de 2024 em postagens nos dias 9 e 11 de novembro. Ainda no dia 11, anunciou, em um vídeo especial, o retorno de Anitta com a primeira performance confirmada. Em 19 de novembro, foram confirmados Lauana Prado, César Menotti & Fabiano e Zezé di Camargo. Liniker e Matuê foram anunciados no dia 20. Uma leva de novos artistas foi anunciada no dia 21, 22, 25, 26 e 27.
| Intérprete                                           | Canção                                                                                          |
| ---------------------------------------------------- | ----------------------------------------------------------------------------------------------- |
| Sorriso Maroto                                       | "Sinais"                                                                                        |
| Thullio Milionário                                   | "Casca de Bala"                                                                                 |
| Manu Bahtidão                                        | "Daqui Pra Frente"                                                                              |
| Pedro Sampaio                                        | "PocPoc"                                                                                        |
| Jota.pê                                              | "Ouro Marrom"                                                                                   |
| Os Garotin                                           | "Queda Livre"                                                                                   |
| Hungria                                              | "Amor E Fé"                                                                                     |
| Luan Pereira MC Daniel                               | "Dentro da Hilux" "Vamos de Pagodin"                                                            |
| MC Daniel                                            | "Vamos de Pagodin"                                                                              |
| Ebony                                                | "Pensamentos Intrusivos"                                                                        |
| MC Cabelinho                                         | "Carta Aberta"                                                                                  |
| Ferrugem                                             | "Me Bloqueia"                                                                                   |
| Gloria Groove                                        | "Nosso Primeiro Beijo"                                                                          |
| Simone Mendes                                        | "Mulher Foda" "Dois Tristes"                                                                    |
| Raça Negra                                           | "Cheia de Manias"                                                                               |
| Isadora Pompeo                                       | "Bênçãos Que Não Têm Fim"                                                                       |
| Nattan                                               | "Amor na Praia"                                                                                 |
| Mari Fernandez                                       | "Página de Ex"                                                                                  |
| Nattan Mari Fernandez                                | "Comunicação Falhou"                                                                            |
| Zezé Di Camargo                                      | "É o Amor"                                                                                      |
| César Menotti & Fabiano                              | "Como um Anjo"                                                                                  |
| Lauana Prado                                         | "Me Leva Pra Casa" "Escrito nas Estrelas"                                                       |
| Zezé Di Camargo César Menotti & Fabiano Lauana Prado | "Saudade de Minha Terra"                                                                        |
| Matuê                                                | "333"                                                                                           |
| Liniker                                              | "Caju" "Veludo Marrom"                                                                          |
| Anitta                                               | Medley Troféu Vanguarda: "Looking for Love" "São Paulo" Lose Ya Breath" Savage Funk" Menina Má" |

## Apresentadores
Os primeiros apresentadores dos prêmios foram anunciados em 27 de novembro de 2024. 
| Nome(s)                                        | Papel                                          |
| Pré-show                                       | Pré-show                                       |
| ---------------------------------------------- | ---------------------------------------------- |
| Dedé Teicher, Guilherme Guedes e Laura Vicente | Apresentou o prêmio de Capa do Ano             |
| Dedé Teicher, Guilherme Guedes e Laura Vicente | Apresentou o prêmio de Instrumentista do Ano   |
| Dedé Teicher, Guilherme Guedes e Laura Vicente | Apresentou o prêmio de Produção Musical do Ano |
| Cerimônia principal                            |                                                |
| Clara Moneke e Maria Gadú                      | Apresentou o prêmio de MPB do Ano              |
| Preta Gil, Gominho e Pocah                     | Apresentou o prêmio de Clipe TVZ do Ano        |
| MC Carol e Lellê                               | Apresentou o prêmio de Funk do Ano             |
| Kenya Sade                                     | Apresentou o prêmio de Brega do Ano            |
| Tadeu Schmidt                                  | Apresentou o prêmio de DJ do Ano               |
| Charles Gavin e Evelyn Castro                  | Apresentou o prêmio de Rock do Ano             |
| Tadeu Schmidt e Tatá Werneck                   | Apresentou o prêmio de Show do Ano             |
| Tadeu Schmidt                                  | Apresentou o prêmio de Hit do Ano              |
| Viviane Araújo e Diogo Nogueira                | Apresentou o prêmio de Samba e Pagode do Ano   |
| Lauana Prado e David Junior                    | Apresentou o prêmio da Categoria Brasil        |
| Zezé Di Camargo e Alice Wegmann                | Apresentou o prêmio de Sertanejo do Ano        |
| Isadora Cruz e Elba Ramalho                    | Apresentou o prêmio de Forró e Piseiro do Ano  |
| Cauã Reymond e Melly                           | Apresentou o prêmio de Revelação do Ano        |
| Tadeu Schmidt e Tatá Werneck                   | Apresentou o prêmio de Axé e Pagodão do Ano    |
| Xamã e Juan Paiva                              | Apresentou o prêmio de Música Urbana do Ano    |
| Sandy e Maisa                                  | Apresentou o prêmio de Pop do Ano              |
| Patrícia Ramos e Kleber Lucas                  | Apresentou o prêmio de Gospel do Ano           |
| Tadeu Schmidt e Tatá Werneck                   | Apresentou o prêmio de Álbum do Ano            |
| Tony Tornado e Kenya Sade                      | Apresentou o prêmio de Artista do Ano          |
| Fernanda Abreu                                 | Apresentou a honraria Trófeu Vanguarda         |

## Vencedores e indicados
Os indicados ao Prêmio Multishow 2024 foram anunciados em 24 de outubro de 2024. Liniker foi a artista mais indicada, com onze indicações. Ela é seguida por Anitta, Pabllo Vittar e Gloria Groove com cinco indicações, enquanto Grelo, Ivete Sangalo, Jão, Jota.pê, Ludmilla, Matuê e Yago Oproprio receberam quatro cada. Liniker foi a mais premiada da noite, com quatro prêmios, seguida por Anitta com três, e Lauana Prado com dois. Os vencedores estão listados primeiro e destacados em negrito.

### Votação popular
Os vencedores das seguintes categorias foram escolhidos por votos dos fãs.
| Clipe TVZ do Ano - "Mil Veces" – Anitta - "Carta Aberta" – MC Cabelinho - "La Noche" – Yago Oproprio - "O Som" – Matuê - "Sagrado Profano" – Luísa Sonza feat. Kayblack - "Tudo" – Liniker | Hit do Ano - "Escrito nas Estrelas" – Lauana Prado - "Caju" – Liniker - "Macetando" – Ivete Sangalo e Ludmilla - "Nosso Primeiro Beijo" – Gloria Groove - "São Amores" – Pabllo Vittar - "Só Fé" – Grelo |
| Revelação do Ano - Zaynara - Duquesa - Grelo - Jota.pê - Os Garotin - Yago Oproprio | Show do Ano - Jão – SuperTurnê e Rock in Rio 2024 - Caetano Veloso & Maria Bethânia – Caetano & Bethânia - Ivete Sangalo – 3.0: A Festa e Rock in Rio 2024 - Iza – Rock in Rio 2024 - Ludmilla – Numanice #3 Tour e Rock in Rio 2024 - Planet Hemp – Baseado em Fatos Reais: 30 anos de Fumaça e Rock in Rio 2024 |
| Categoria Brasil - Viviane Batidão (Norte) - Sued Nunes (Nordeste) - Thauane (Centro-Oeste) - Vitor Limma (Sul) - Yan (Sudeste)                                                            | |

### Júri especializado
Os vencedores das seguintes categorias foram escolhidos pela Academia do Prêmio Multishow.
| Artista do Ano - Liniker - Ana Castela - Anitta - Gloria Groove - Jão - Matuê | Álbum do Ano - Caju – Liniker - 333 – Matuê - Funk Generation – Anitta - Rosa – Samuel Rosa - Se o Meu Peito Fosse o Mundo – Jota.pê - Serenata da GG, Vol. 1 – Gloria Groove |
| Capa do Ano - Caju – Liniker - Funk Generation – Anitta - Oproprio – Yago Oproprio - Serenata da GG, Vol. 1 – Gloria Groove - Tara e Tal – Duda Beat - Topo da Minha Cabeça – Tássia Reis | Instrumentista do Ano - Amaro Freitas - Hamilton de Holanda - Hermeto Pascoal - Jonathan Ferr - Pretinho da Serrinha - Rafael Castilhol |
| Produção Musical do Ano - Pretinho da Serrinha - Eduardo Pepato - Gustavo Ruiz Chagas - Julio Fejuca - Rafael Castilhol - Iuri Rio Branco | Arrocha do Ano - "Só Fé" – Grelo - "5 da Manhã" – Natanzinho Lima - "Arrasada" – Heitor Costa - "Mentira Estampada na Cara" – Natanzinho Lima - "Oração" – Nadson o Ferinha - "De Graça ou Pagando" – Grelo                                                                                    |
| Axé/Pagodão do Ano - "Macetando" – Ivete Sangalo part. Ludmilla - "Nego Doce" – O Kannalha - "Perna Bamba" – Parangolé part. Leo Santana - "Seus Recados" – Ivete Sangalo e Liniker - "Tá Gostosin" – Àttøøxxá e É o Tchan! - "Tranca Rua" – Àttøøxxá feat. Baco Exu do Blues | Brega do Ano - "Daqui pra Sempre" – Manu Bahtidão e Simone Mendes - "Me Libera" – Gaby Amarantos feat. Banda Uó - "Não Vou Te Deixar" – Gaby Amarantos e Pabllo Vittar - "Outra Vez" – Raidol e Viviane Batidão - "Quem Manda em Mim" – Zaynara feat. Pabllo Vittar - "Sobrou pra Você" – AQNO |
| DJ do Ano - Alok - Anna - Mochakk - Mu540 - Paulete Lindacelva - Pedro Sampaio | Forró/Piseiro do Ano - "Casca de Bala" – Thullio Milionário - "Amor na Praia" – Nattan - "Beijo, Blues e Poesia" – Seu Desejo - "Coração de Vaqueiro" – João Gomes - "Maravilhosa" – Zé Vaqueiro - "Página de Ex" – Mari Fernandez                                                             |
| Funk do Ano - "Joga pra Lua" – Anitta, Dennis e Pedro Sampaio - "MTG Quem Não Quer Sou Eu" – DJ Topo, MC Leozin, Seu Jorge e MC G15 - "Recadin No Espelho" – Kevin o Chris e Luísa Sonza - "Rolé na Favela de Nave" – Oruam, Didi, DJ LC da Roça, MC K9, MC Smith e Mainstreet - "Te Maceto Depois do Baile" – DJ Zigão, DJ Lafon do Md, MC Rodrigo do CN e MC Rf - "The Box Medley Funk 2" – The Box, MC Brinquedo, MC Cebezinho, Mc Laranjinha, MC Tuto e DJ Oreia | Gospel do Ano - "Bênçãos que Não Têm Fim" – Isadora Pompeo - "Batalhas Secretas" – Ton Carfi - "Lindo Momento" – Julliany Souza - "Ovelhinha" – Isadora Pompeo - "Toda Terra" – Gabriela Rocha - "Tu és + Águas Purificadoras" – Fhop Music, Débora Rabelo e Hamilton Rabelo                   |
| MPB do Ano - "Caju" – Liniker - "Cacau" – Melly - "Feito a Maré" – Jota.pê e Gilsons - "Ouro Marrom" – Jota.pê - "Tudo" – Liniker - "Veludo Marrom" – Liniker | Música Urbana do Ano - "A Dança" – MC Hariel e Gilberto Gil - "Carta Aberta" – MC Cabelinho - "Crack com Mussilon" – Matuê - "La Noche" – Yago Oproprio - "Purple Rain" – Duquesa, Yunk Vino e Go Dassisti - "Você Parece com Vergonha" – Ajuliacosta                                          |
| Pop do Ano - "São Amores" – Pabllo Vittar - "Deixa Estar" – Liniker, Lulu Santos e Pabllo Vittar - "Mal" – Jão e Gustavo Mioto - "O Triste É Que Eu Te Amo" – Jão - "PocPoc" – Pedro Sampaio - "Sagrado Profano" – Luísa Sonza feat. Kayblack | Rock do Ano - "Do Tamanho da Vida" – Barão Vermelho e Cazuza - "Dentes Amarelos" – Dead Fish - "Eu Nunca Fui Embora" – Fresno - "Labirinto da Memória" – Dead Fish - "Perpétuo" – Black Pantera - "Tradução" – Black Pantera                                                                   |
| Samba/Pagode do Ano - "Nosso Primeiro Beijo" – Gloria Groove - "Apaguei pra Todos" – Ferrugem e Sorriso Maroto - "Coração Partido (Corazón partío)" – Menos é Mais - "Febre" - Liniker e Thiaguinho - "Maliciosa" - Ludmilla - "Me Bloqueia" – Ferrugem | Sertanejo do Ano - "Escrito nas Estrelas" – Lauana Prado - "Dois Tristes" – Simone Mendes - "Gosta de Rua" – Felipe & Rodrigo - "Haverá Sinais" – Jorge & Mateus e Lauana Prado - "Mulher Foda" – Simone Mendes - "Xonei" – Jorge & Mateus e Henrique & Juliano                                |

### Prêmios especiais
| Troféu Vanguarda Anitta |

## Estatísticas
| Mais indicados - Liniker – 11 - Anitta – 5 - Gloria Groove – 5 - Pabllo Vittar – 5 - Ivete Sangalo – 4 - Jão – 4 - Jota.pê – 4 - Ludmilla – 4 - Matuê – 4 - Yago Oproprio – 4 - Lauana Prado – 3 - Luísa Sonza – 3 - Pedro Sampaio – 3 - Simone Mendes – 3 - Àttøøxxá – 2 - Black Pantera – 2 - Ferrugem – 2 - Gaby Amarantos – 2 - Isadora Pompeo – 2 - Jorge & Mateus – 2 - MC Cabelinho – 2 - Viviane Batidão – 2 - Zaynara – 2 | Mais premiados - Liniker – 4 - Anitta – 3 - Lauana Prado – 2 |